# Herluf Trolle Daa
|  | For andre betydninger, se Herluf Trolle (flertydig) |
Herluf Trolle Daa (1565-1630) var en dansk adelsmand og admiral. Daa, som var søn af Jørgen Daa til Snedinge og Kirsten Beck, blev døbt 18. august 1565 i Bergen. 
På sin udenlandsrejse trolovede han sig i Holland offentlig med en borgerlig pige, Vineke Villumsdatter, skønt han kun var 20 år gammel. Da han kort efter forlod hende, fulgte hun efter ham til Danmark og søgte for domstolene at hævde sin ret som hans ægtehustru. 
Skønt disse gav hende medhold, og hun med stor udholdenhed i over 11 år, gentagne gange støttet af kong Frederik II og af dronning Elisabeth af England, kæmpede for sin sag, måtte hun dog omsider give tabt, da hverken Daa eller hans fader fandt noget middel for lavt i deres bestræbelser for at fortrænge hende. 
Der er i det hele vidnesbyrd nok om, at Daa har været en dårlig og upålidelig person, men alligevel synes han en tid lang at have stået godt anskrevet hos kong Christian IV. Han, der 1597 havde taget tjeneste som skibshøvedsmand, ledsagede kongen på den bekendte Nordkapsrejse, ligesom han 1602 blev admiral for den flåde, der overførte prins Hans til Rusland. 
I lignende stilling gjorde han tjeneste under Kalmarkrigen, men lige så lidt som han vides at have samlet krigerske laurbær, lige så lidt har han fra sin stilling som lensmand -- 1601-03 på Nonnekloster, 1606-19 på Island -- erhvervet sig et rosende eftermæle. 
Islænderne var så misfornøjede med hans styrelse, at en kongelig kommission sendtes der op for at undersøge deres klager; en følge deraf blev, at Daa mistede sit len og idømtes en meget stor pengebøde. Dels herved og dels ved endeløse processer med sine egne søstre og andre ødelagdes hans økonomiske stilling, så at hans arvinger ved hans død, der indtraf 7. februar 1630, fragik arv og gæld efter ham. 
Daa havde 13. januar 1600 ægtet Hilleborg Skinkel, (født 1558), efter hvis død (27. august 1612) han 24. september 1615 ægtede Karen Grubbe, (født 19. september 1591, død 1. februar 1658), siden gift med Vincens Bille. Om Vineke Villumsdatters senere skæbne vides intet.